# Contea di Neshoba
La contea di Neshoba (Neshoba County in inglese) è una contea dello Stato del Mississippi, negli Stati Uniti. La popolazione al censimento del 2000 era di 28 684 abitanti. Il capoluogo di contea è Philadelphia.
Il termine neshoba deriva da una parola dalla lingua del popolo Choctaw che significa lupo.
La contea di Neshoba salì agli onori della cronaca americana quando, nel 1964, tre attivisti dei diritti civili vennero uccisi da fanatici razzisti bianchi legati al Ku Klux Klan. Tra i colpevoli vi fu anche lo sceriffo del capoluogo Philadelphia. Questa vicenda, che fece molto scalpore in tutto il paese, venne raccontata, nel 1988, nel celebre film Mississippi Burning - Le radici dell'odio.